# Eugen Kattwinkel
Eugen Kattwinkel (* 15. Juni 1839 in Massiefen; † 10. Januar 1909 in Wermelskirchen) war ein deutscher Fabrikant und Politiker.

## Leben
Kattwinkel war der Sohn des Kaufmanns Friedrich Wilhelm Kattwinkel (* 14. Oktober 1799 in Eicken; † 18. November 1880 in Massiefen) und dessen Ehefrau Rosette geborene Mebus (* 6. Oktober 1815 in Hiddinghofen; † 10. Oktober 1901 in Massiefen). Er war katholisch und heiratete am 20. Mai 1864 in Burscheid Jenny Rosalia Thiel (* 6. Juli 1843 in Burscheid; † 13. März 1920 in Wermelskirchen).
Kattwinkel besuchte die Volksschule und die höhere Schule in Burscheid. Danach machte er eine Lehre (Weberei und eine kaufmännische Lehre) bei der Firma Keller in Wermelskirchen. 1864 machte er sich gemeinsam mit seinem Bruder Wilhelm mit der Firma „Eugen & Wilhelm Kattwinkel“ in Wermelskirchen selbstständig. 1870 wurde eine Lastingweberei und Schäftefabrik gegründet. Diese führte die Nähmaschine in Wermelskirchen ein. 
In Wermelskirchen war er Stadtverordneter und erster Beigeordneter. Er war Mitglied des Kreistags und Mitglied in Ausschüssen der Invaliditäts- und Altersversicherungsanstalt der Rheinprovinz. Von 1881 bis 1884 war er stellvertretender Abgeordneter im Provinziallandtag der Rheinprovinz. 1884 wurde er als Stellvertreter einberufen und nahm an den Landtagsberatungen teil. Von 1885 bis 1888 war er dann Abgeordneter. Er wurde im Stand der Städte für die Städte Lennep, Ronsdorf, Lüttringhausen, Radevormwald, Burg, Hückeswagen und Wermelskirchen gewählt. Auch nach der Wahlrechtsreform 1888 blieb er Abgeordneter im Provinziallandtag, nun gewählt vom Kreistag.

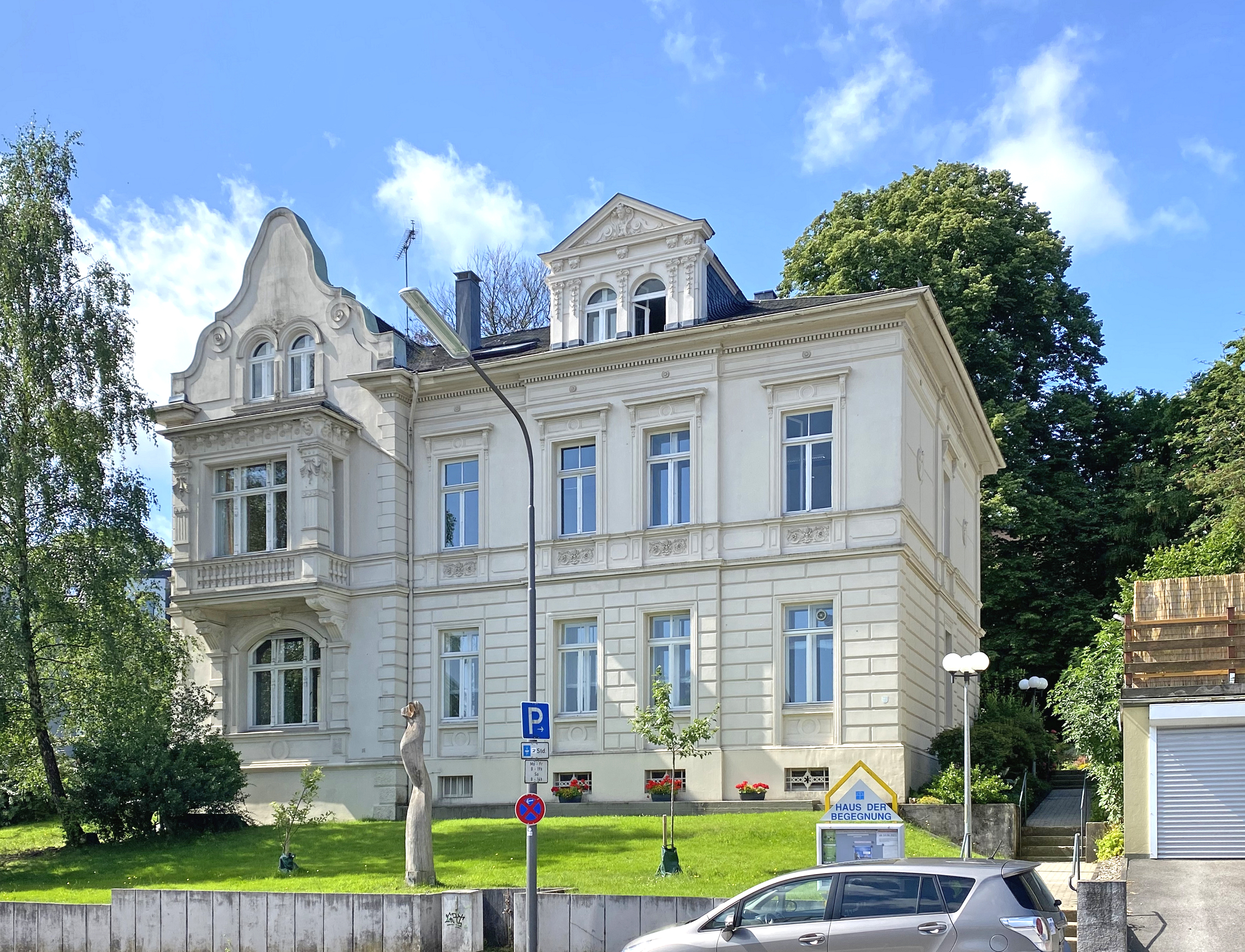
Villa Schillerstraße 6

1890 ließ er sich eine repräsentative Villa in der Schillerstraße 6 errichten. Diese lag benachbart der Kattwinkelschen Fabrik. Fabrik und Villa stehen unter Denkmalschutz, siehe hierzu die Liste der Baudenkmäler in Wermelskirchen. 